# El ente
The Entity (conocida en los países hispanohablantes como El ente) es una película de terror estadounidense del año 1982, dirigida por Sidney J. Furie y protagonizada por Barbara Hershey, quien interpretó a Carla Moran, una mujer californiana que era atormentada por un ente invisible.
Supuestamente, el filme está basado en la vida de Doris Bither, pseudónimo de la verdadera Carla Moran, quien aseguró que todavía era agredida por un ser invisible, aunque con menos frecuencia e intensidad que en los primeros años, posteriormente al estreno de la película. Tras mudarse a Texas con su familia después de ser investigada por un experto equipo de parapsicólogos y científicos, los ataques fueron remitiendo hasta desaparecer completamente al cabo de cuatro años de mudarse. Tras ser diagnosticada de cáncer por el Dr. Taff (Sneiderman en la película), Carla murió el 25 de julio de 2006, afectada de mieloma múltiple.
También existe una novela con el mismo nombre, escrita por Frank DeFelitta y publicada por primera vez en 1978, la cual describe más detalladamente las supuestas experiencias de Carla (o Carlotta) Moran. Las presuntas agresiones tuvieron lugar en Culver City, California, Estados Unidos.

## Argumento
Todo comienza cuando Carla Moran (Barbara Hershey), una madre soltera, abandona su trabajo y luego su escuela de mecanografía. Llega a casa, encuentra todo hecho un desastre y regaña a su hijo, Billy (David Labiosa). Una vez sola en su habitación, una poderosa fuerza invisible la golpea en la mejilla, dejándole el labio roto. Posteriormente, es lanzada sobre su cama y es violada mientras su rostro es presionado por su almohada para impedir que grite. Cuando todo termina, Carla le dice a Billy que busque dentro de la casa, pero él no encuentra nada. Billy convence a Carla y a sus atemorizadas hijas, Julie (Natasha Ryan) y Kim (Melanie Gaffin), de que fue solo una pesadilla. Carla se despide de todos nuevamente y decide leer un libro, hasta que toda su alcoba comienza a temblar y todo en ella se rompe. En estado de pánico, Carla huye de la habitación y el ente cierra la puerta bruscamente. Luego, ella y Billy toman a las niñas y salen de la casa. Al estar cerca de la entrada principal, Carla ve la puerta de su dormitorio siendo golpeada, lo que significa que el ente está adentro destruyendo todo.
La familia abandona su vivienda y llegan a la casa de la amiga de Carla, Cindy (Margaret Blye), quien los invita a pasar la noche allí. A la mañana siguiente, Carla le cuenta a Cindy lo sucedido y esta le recomienda que hable del tema con un psiquiatra. Luego de pasar un día en la playa, Carla, Billy, Julie y Kim regresan a su hogar y encuentran la habitación de Carla hecha un desastre. Oyen el sonido de un rasguño bajo la casa y, aunque Carla le suplica que no lo haga, Billy decide investigar ese lugar. Billy descubre que el sonido se produce al presionar una tubería, pero queda con la duda de quién la presionó antes. Al comienzo, Carla va a dormir en el sofá de la sala, pensando que su alcoba está embrujada, pero cambia de opinión cuando llega Cindy para acompañarla. Al acostarse, la lámpara de Carla se enciende lentamente y luego se apaga.
A la mañana siguiente, Carla conduce hacia su trabajo y deja a Cindy cuidando a su hijas. En el camino, su auto parece tener voluntad propia y se dirige en todas direcciones hasta que se detiene al borde de una empinada colina. A raíz de esto, Carla decide visitar a un psiquiatra, el Dr. Sneiderman (Ron Silver). Sneiderman y Carla creen que puede ser solo una experiencia de alguien que sufre de erotofobia (temor al sexo). Al llegar a casa en taxi, Carla toma un baño para relajarse, pero la puerta del cuarto se cierra violentamente. El ente la toma y la viola dentro del baño, aparentemente acompañado de dos fuerzas menores que afirman sus piernas.
Sneiderman examina las señales, mordiscos y marcas que el ente le hizo a Carla pero él está convencido de que Carla se las hizo todas ella misma, a pesar del hecho de que no podría alcanzarse ella misma las zonas de su cuerpo donde están las señales. Sneiderman lleva a Carla de vuelta a casa, en cuyo viaje ella le habla de su infancia: se fugó de su hogar debido a su hiper religiosidad, cosa que molestaba mucho a su padre, y entonces conoció a Mario, con quien tuvo a su hijo mayor Billy. Después de quedar embarazada, Mario murió en un accidente de bicicleta y tiempo después ella conoció a un hombre maduro, con quien tuvo a sus gemelas. Ya de vuelta en casa, Sneiderman comprueba que todo está en orden y se marcha, dejando a la familia tranquila, pero instantes después de que el doctor se fuese, el ente entra en acción de súbito y lleva a Carla al sofá, donde la viola impunemente delante de sus hijos. Al intentar salvar a su madre, el ente golpea a Billy de forma salvaje y tras terminar de violar a Carla, ésta observa impotente como el ente eleva a Billy y le rompe uno de sus brazos al retorcérselo en el aire, mientras unos rayos eléctricos crepitan en torno al cuerpo de Billy.
Carla se reúne con el equipo clínico universitario de Sneiderman, donde ella les explica cómo está siendo violada. Cuando es preguntada por los médicos por qué le pasa a ella y no a otra persona, Carla concluye que es porque fue elegida, cosa que genera una suspicaz reacción de los médicos, los cuales se convencen de que ella sufre un trastorno por el cual ella se masturba y que el subsiguiente sentimiento de culpa de hacerlo es lo que genera los ataques. Después de la reunión Carla regresa a casa y se pone a leer un libro mientras todos permanecen despiertos. Horas más tarde, Carla tiene un sueño erótico y un orgasmo, pero despierta para descubrir que el ente la ha violado mientras ella estaba soñando. Carla destroza la habitación y chilla a Billy. Al volver a visitar a Sneiderman ella explica lo avergonzada que está por lo ocurrido, pues el ente la cogió desprevenida. El doctor ordena a Carla que se ingrese a sí misma a un hospital por el incidente de coche, al que cree un intento de suicidio, pero Carla reniega de las teorías del doctor y se marcha. Horas después acude a casa de su amiga Cindy para hacer de casera mientras ella y su marido acuden a una boda, pero segundos después de que Carla se quede sola el ente ataca violentamente toda la casa, sacudiéndola de arriba abajo y rompiendo todos los cristales de las ventanas. Al sentir el estruendo Cindy y su marido vuelven con rapidez adentro solo para encontrar el rastro de destrucción provocado por el ente y a una Carla tendida en el suelo, semi inconsciente.
Buscando respuestas de qué es lo que está pasando, Carla y Cindy acuden a una librería para encontrar libros sobre lo sobrenatural, y la primera oye a un par de científicos discutiendo sobre fenómenos sobrenaturales parecidos a los que Carla vive, de manera que ella les explica lo que le ocurre. Más tarde Carla invita a los científicos a su casa enseñándoles dónde ocurrieron los ataques y cómo ocurrieron. Al principio se niegan a creerle, hasta que ellos mismos son testigos de cómo el espejo de la habitación comienza a temblar y cómo un olor fétido inunda la estancia, al mismo tiempo que un frío intenso se apodera del entorno. Convencidos de la versión de Carla, éstos inundan la casa con instrumental de mediciones y esperan junto a Carla a que el ente aparezca. Al principio éste es demasiado débil para mostrarse y solo muestra unos rayos eléctricos, que luego desaparecen. Los dos científicos muestran las fotos que tomaron a la científica que lidera del grupo de investigación de la universidad, que es escéptica, pero accede a realizar una investigación más profunda en casa de Carla.
Al día siguiente el Dr. Sneiderman llega a la casa para encontrar un enorme grupo de gente e instrumental científico en la casa, y al saber lo que ocurre intenta convencer a Carla de que todo está en su mente, pero ella desaira al doctor. Esa misma noche, tras casi darse por vencidos, el ente se manifiesta mediante unos rayos de luz alrededor de la habitación, y ante las exigencias de la científica jefe de que él revele su verdadero ser, el ente se manifiesta como un orbe gigante de color verdoso, donde por momentos se entrevé la forma de una figura humanoide en su interior. Los tres científicos, ya a solas, debaten sobre lo ocurrido y las fotos tomadas, concluyendo que lo más probable es que el ente sea un ser que haya cruzado de un plano dimensional a otro. El equipo se vuelve a la universidad justo cuando Jerry, el nuevo novio de Carla, regresa tras un viaje de negocios. Carla le explica lo ocurrido, pero éste se niega a creerlo hasta que, tras ir un momento al baño, regresa a la habitación para encontrarse a Carla desnuda sobre la cama con sus pechos apretados por manos invisibles. Ella llama a Jerry suplicando ayuda, pero cuando intenta sacarla de allí, es lanzado con fuerza al otro lado de la habitación. Entonces él agarra una silla con la idea de noquear al ente, con tan mala fortuna que golpea a Carla, a la que deja inconsciente. En ese momento entra Billy, y creyendo por error que Jerry intentaba agredir a Carla, éste lo agrede a él.
En el hospital, el Dr. Sneiderman permite que Billy, Julie y Kim vean a Carla mientras él habla con Jerry sobre lo ocurrido, intentando convencerle de que todo fue una alucinación, pero Jerry, sobrepasado por las circunstancias, decide abandonar a Carla ante la imposibilidad de lidiar con lo que presenció. Más tarde los tres científicos se presentan en casa de Carla con una idea nueva pero que jamás se ha intentado, y Carla acepta su propuesta: en el gimnasio de una escuela los científicos explican a los estudiantes sobre la posibilidad de atrapar al ente usando helio líquido, teorizando que si el fantasma puede manipular objetos sólidos es que tiene masa sólida (aunque ésta no sea visible), por lo que puede ser congelado. Carla llega y se encuentra que en el gimnasio han creado una réplica de su casa con cámaras de seguridad por doquier y sin techo en ninguna habitación a excepción del cuarto de baño, a fin de servir de refugio para Carla una vez la réplica sea inundada con el helio. Sneiderman entra en la réplica de la casa y habla con Carla en el baño intentando que ella se vaya con él fuera de toda esa locura, pero ella se niega.
Sneiderman entra a hurtadillas más tarde e intenta sacar a Carla de allí, pero los científicos y el guarda de seguridad se lo impiden, si bien le permiten observar el experimento desde el cuarto de control. El ente aparece entonces como un viento gélido y Carla intenta moverse al área protegida, pero el ente es tan poderoso que por sorpresa toma el control de los tanques de helio e intenta matar a Carla en el proceso ante la impotencia de los científicos, atrapados en el cuarto de control. Después de destruir el área protegida, Carla se enfrenta al ente y le hace saber que él puede hacer con ella lo que quiera, pero que ella es dueña de su vida y él nunca podrá tener control sobre eso. En un acto de furia, el ente revienta los tanques de helio y Sneiderman logra escapar del cuarto para salvar a Carla. Al mirar detrás de ellos, ven al fantasma congelado como una mole de tamaño descomunal. El hielo explota súbitamente y el ente parece desvanecerse. Todos son testigos de lo ocurrido, al principio uno de los científicos afirma que no tienen nada, que el experimento ha sido inútil, pero la jefa de los científicos niega esa afirmación, y dice que sí, que sí tienen algo, el catedrático de la universidad de psicología ha sido testigo del experimento, pero él lo niega, ya que se niega a aceptar la derrota, que los científicos parapsicólogos tenían razón. Al día siguiente, Carla vuelve a su casa y el lugar entero ha sido limpiado, quedando vacío. De pronto, la puerta de entrada se cierra y la casa tiembla, pero tranquilamente Carla abre la puerta y deja la casa para subirse a su coche y con su familia se va para siempre de allí. La película finaliza con unas letras en las que se explica que la auténtica Carla Moran se ha mudado a una nueva ciudad y que los ataques del ente, aunque menores en intensidad y violencia, continuaban.

## Reparto
- Barbara Hershey - Carla Moran
- Ron Silver - Dr. Sneiderman
- David Labiosa - Billy Moran
- Margaret Blye - Cindy
- Natasha Ryan - Julie
- Melanie Gaffin - Kim

## Premios
- Premio del Festival de cine fantástico de Avoriaz 1983: a la mejor actriz (Barbara Hershey).